# Loco Loco
Loco Loco (spanisch für Verrückt) ist ein größtenteils serbischsprachiger Popsong, komponiert von Nemanja Antonić, sowie mit Text von Sanja Vučić. Mit dem Titel hat die serbische Gruppe Hurricane Serbien beim Eurovision Song Contest 2021 in Rotterdam vertreten.

## Hintergrund und Produktion
Nachdem Hurricane die Show Beovizija 2020 gewonnen hatte, sollte sie Serbien beim Eurovision Song Contest 2020 mit dem Titel Hasta la vista vertreten, jedoch wurde der Wettbewerb aufgrund der COVID-19-Pandemie abgesagt. Im Dezember 2020 gab die Rundfunkanstalt Radio-Televizija Srbije bekannt, dass die Gruppe stattdessen das Land 2021 vertreten werde. Ksenija Knežević war bereits beim Eurovision Song Contest 2015 Begleitsängerin für ihren Vater Knez. Sanja Vučić nahm im Jahr darauf am Wettbewerb für Serbien teil.
Die Musik zum Titel wurde von Nemanja Antonić geschrieben. Darko Dimitrov arrangierte sie gemeinsam mit ihr. Der Text stammt von Vučić.

## Musik und Text
Der Titel ist eine Up-Tempo-Nummer, welche vor allem durch den starken Beat sowie Synthesizer geprägt ist. Laut Darko Dimitrov habe man ein Lied produzieren wollen, welches geeignet für die Tanzfläche sowie radiotauglich sei. Sanja Vučić habe den Text innerhalb von 15 Minuten geschrieben. Hintergrund des Textes sei es, dass es unüblich sei, wenn Frauen auf Männer zugehen. Stattdessen solle man entspannt an die Sache herangehen und gemeinsam „loco loco“ (verrückt) sein.
Lediglich der Refrain wird von allen drei Mitgliedern gesungen. Die Strophen werden gemeinsam von Vučić und Knežević gesungen. Lediglich für den Pre-Chorus wechselt sich Knežević mit Nikolić ab. Diese Gruppierung wird auch in der Bridge beibehalten, in welcher Knežević lediglich eine Zeile singt.

## Beim Eurovision Song Contest
Die Europäische Rundfunkunion kündigte am 17. November 2020 an, dass die ausgeloste Startreihenfolge für den 2020 abgesagten Eurovision Song Contest beibehalten werde. Serbien trat somit in der ersten Hälfte des zweiten Halbfinale am 20. Mai 2021 an. Am 30. März gab der Ausrichter bekannt, dass Serbien die Startnummer 9 erhalten hat. Die Gruppe wurde von drei Begleitsängern bestehen aus Mladen Lukić, Olga Popović und Jelena Pajić unterstützt, welche bereits vorher beim Wettbewerb in Erscheinung traten.
Die Gruppe qualifizierte sich aus dem Halbfinale für das am 22. Mai stattfindende Finale. Dort erreichte die Gruppe mit 102 Punkten den 15. Platz. Durch die Telefonabstimmung erhielt Serbien aus fünf verschiedenen Ländern die Höchstpunktzahl, von den Jurys dagegen einmal von Nordmazedonien.

## Rezeption
Bereits vor Veröffentlichung des Musikvideos erregten Ausschnitte daraus die Aufmerksamkeit von Twitter-Nutzern. Es wurde kritisiert, dass das Video zu billig wirke. Der Regisseur Milićević wies die Kritik mit deutlichen Worten zurück:

„Jedva sam čekao da hejt klub rastegne svoje prstiće, napregne jednu moždanu žičicu koja postoji, da ne piške i ne kake po ulici, te svoju fekalnu formu izvrše u tastaturu, hejtujući moj rad za spot grupe Hurricane „Loco“.”

„Ich konnte es kaum erwarten, dass der Hate Club, aufgrund meiner Arbeit für die Gruppe, seine Fingerchen langstreckt und die einzige (bei ihm) vorhandene Gehirnwindung anstrengt und anstatt auf die Straße zu pinkeln, oder zu kacken, seinen Stuhlgang auf der Tastatur verrichtet.“

Während der Ausstrahlung des Finales sorgte die slowenische Kommentatorin des Eurovision Song Contest, Mojca Mavec, für Aufsehen in sozialen Netzwerken und in serbischen und slowenischen Medien gleichermaßen, nachdem sie die serbische Hauptstadt Belgrad in Bezug auf das Aussehen der Gruppe als Silicon Valley bezeichnete.

## Veröffentlichung
Loco Loco wurde am 5. März erstmals veröffentlicht. Das zugehörige Musikvideo wurde unter der Regie von Dejan Milićević gedreht. Eine englischsprachige Version mit demselben Titel wurde am 30. April 2021 vorgestellt. Des Weiteren existiert eine Akustikversion, welche nur 2:16 Minuten lang ist und gemeinsam mit einem Cover des ukrainischen Siegertitels Wild Dances von Ruslana als Single erschien.